# Ignacio
Ignacio és una població dels Estats Units a l'estat de Colorado. Segons el cens del 2000 tenia 669 habitants.

## Demografia
Segons el cens del 2000, Ignacio tenia 669 habitants, 262 habitatges, i 175 famílies. La densitat de població era de 956,7 habitants per km².
Dels 262 habitatges en un 33,6% hi vivien nens de menys de 18 anys, en un 45,4% hi vivien parelles casades, en un 14,1% dones solteres, i en un 33,2% no eren unitats familiars. En el 27,9% dels habitatges hi vivien persones soles l'11,1% de les quals corresponia a persones de 65 anys o més que vivien soles. El nombre mitjà de persones vivint en cada habitatge era de 2,55 i el nombre mitjà de persones que vivien en cada família era de 3,12.
Per edats la població es repartia de la següent manera: un 30,5% tenia menys de 18 anys, un 7,5% entre 18 i 24, un 29,9% entre 25 i 44, un 20,5% de 45 a 60 i un 11,7% 65 anys o més.
L'edat mediana era de 36 anys. Per cada 100 dones de 18 o més anys hi havia 87,5 homes.
La renda mediana per habitatge era de 27.917 $ i la renda mediana per família de 39.583 $. Els homes tenien una renda mediana de 27.333 $ mentre que les dones 20.125 $. La renda per capita de la població era de 14.803 $. Entorn del 16,8% de les famílies i el 19% de la població estaven per davall del llindar de pobresa.

## Poblacions més properes
El següent diagrama mostra les poblacions més properes.